# Gunther Oschmann
Gunther Oschmann (* 29. November 1940 in Nürnberg) ist ein deutscher Medienunternehmer. Er ist Gesellschafter des Medienunternehmens Müller Medien über dieses hält er Beteiligungen an mehr als 60 regionalen Fernseh- und Rundfunkanbietern in Deutschland und Österreich, sowie an Telefonbuch-, Zeitungs- und Kinderbuchverlagen.

## Leben
Nach seinem Studium der Betriebswirtschaftslehre in München und Nürnberg trat Oschmann 1962 als Kommanditist in den Nürnberger Fernsprechbuch-Verlag seines Großvaters Hans Müller ein. Drei Jahre später übernahm er nach dem Tod Müllers in dem Unternehmen den Posten des Geschäftsführers und wurde schließlich 1971 alleiniger Komplementär. Unter seiner Führung expandierte der Verlag stark. 1974 wurde der Düsseldorfer Adressbuch-Verlag Schwann übernommen, 1978 folgte der Osang-Verlag in Bad Honnef und 1981 wurden 75 Prozent der Geschäftsanteile des Hamburger Jugendsachbuchverlags Tessloff erworben. Nach den politischen Umbrüchen in Osteuropa drängte Oschmann auf den Telefonbuchmarkt in Ungarn. Es folgten weitere Standorte in Österreich, der Schweiz, Slowenien, Kroatien und Polen. Die Mitarbeiterzahl stieg unter seiner Führung von 48 auf über 2000. 2003 übergab Oschmann das operative Geschäft des Verlages an seine beiden Kinder Michael und Constanze. Zu diesem Zeitpunkt verlegte der Müller-Verlag jährlich 19 Millionen Telefonbücher in 325 Ausgaben. Oschmann gilt in der Medienbranche als öffentlichkeitsscheu, so dass auch kaum Fotos von ihm existieren. Oschmann selbst blieb aber Gesellschafter des Unternehmens.
Neben der Veröffentlichung von Telefonbüchern begann Oschmann 1984 mit Beginn der Zulassung privater Rundfunkangebote in Bayern, sich auch im lokalen Hörfunk unternehmerisch zu engagieren. Ab 1990 folgten Beteiligungen an lokalen Fernsehprogrammen, darunter auch Fernsehsender in den neuen Bundesländern wie beispielsweise Sachsen Fernsehen in Chemnitz. Heute hält er an rund 50 Prozent der bayerischen Lokalradios Beteiligungen, darunter dem landesweiten Sender Antenne Bayern und dem bundesweit ausgestrahlten Radio Melodie, sowie den lokalen Sendern Radio Charivari, Radio Gong und dem Zulieferprogramm für Lokalradios BLR. Im Jahr 2006 wurde ein Arbeitskreis im Rahmen der Rundfunkholding Die Neue Welle gegründet, um die Stärken der weitenteils unabhängigen Regionalsender zu bündeln und insbesondere im Bereich der Neuen Medien sich deutschlandweit stärker zu etablieren. Oschmann hatte dabei von der Bayerischen Landeszentrale für neue Medien (BLM) zahlreiche Rundfunklizenzen bekommen. Oschmann steht nach eigenem Bekunden der CSU nahe, ohne Mitglied zu sein, und hat zur Landeszentrale „einen guten Draht“. Er wird auch als „Leo Kirch der Radios“ bezeichnet.
Im Februar 2010 wurde bekannt, dass die Nürnberger Ausgabe der Münchner Boulevardzeitung Abendzeitung und das zugehörige Anzeigenblatt Der Frankenreport an media-regional, ein Unternehmen Oschmanns, verkauft wird. Eine enge Kooperation zwischen den beiden Ausgaben in München und Nürnberg sollte für die Zukunft erhalten bleiben. Der Titel blieb erhalten, der Mantelteil wurde weiterhin aus München bezogen. Das Bundeskartellamt erteilte für den am 27. Januar 2010 beantragten Kontrollerwerb am 1. März 2010 die Freigabe. Als 2011 ein Sohn des bayerischen Innenministers Joachim Herrmann als Rapper Jackpot  u. a. Drogenmissbrauch positiv thematisierte, schrieb ein Redakteur der Nürnberger AZ einen Artikel darüber. Dieser erschien jedoch dort nie, da Verlagsgeschäftsführer Harald Greiner unter Berufung auf die „engen freundschaftlichen Verbindung der beiden Familien Herrmann und Oschmann“ gegen den erbitterten Widerstand von AZ-Chefredakteur Andreas Hock die Veröffentlichung unterband. Eine Intervention Hermanns oder seines Ministeriums lag nicht vor. Über einen Austausch von Inhalten mit dem immer noch verbundenen ehemaligen Münchner Schwesterblatt erschien der Artikel jedoch bei der dortigen AZ. Die Hintergründe der Selbstzensur kamen erst zutage, nachdem die Nürnberger AZ am 29. September 2012 aus wirtschaftlichen Gründen eingestellt wurde und Olaf Przybilla einen Artikel darüber in der Süddeutschen Zeitung veröffentlichte.

## Auszeichnungen
- 1998: Bundesverdienstkreuz am Bande
- 2003: Bundesverdienstkreuz 1. Klasse
- 2006: Ehrenmedaille der Wirtschafts- und Sozialwissenschaftlichen Fakultät der Universität Erlangen-Nürnberg für die Förderung von Projekten der Öffentlichkeitsarbeit sowie den Ausbau der internationalen Beziehungen
- 2006: Bayerischer Verdienstorden
- 2009: Bürgermedaille der Stadt Nürnberg